# Hogsta (naturreservat)
Hogsta är ett naturreservat i Kungsörs kommun i Västmanlands län.
Området är naturskyddat sedan 2008 och är 60 hektar stort. Reservatet består av två delar där i den västra delen Högstamossen återfinns och i den östra myrmark och barrträd.